# 何塞·哈维尔·翁布拉多斯
何塞·哈维尔·翁布拉多斯（西班牙語：José Javier Hombrados，1972年4月7日—），西班牙男子手球运动员。他曾代表西班牙国家队参加1996年、2004年、2008年和2012年夏季奥林匹克运动会手球比赛，获得二枚铜牌。